# Песчаное (Новгородская область)
Песча́ное — деревня в Новгородском муниципальном районе Новгородской области. Относится к Ракомскому сельскому поселению.
Ближайшие населённые пункты — деревни Радбелик, Лукинщина, Десятины.
Население 44 человека. В 2023 году численность населения 176 человек. Находится в Новгородском поозерье, в 20 км к югу от Великого Новгорода на западном берегу озера Ильмень.
Улицы — Береговая, Дачная, Полевая, Цветочная, Центральная.

## История
Впервые село упоминается в летописи под 1478 годом. Первоначально оно называлось Пискупицы. До недавнего времени — Спас-Пискупицы (или Спас-Пископицы). Запись в летописи связана с осадой Новгорода войсками Ивана III. В Пискупицах тогда разместился псковский князь Василий и великий князь воевода Василий Шуйский.
Название села Спас-Пископец (Пискупицы) образовано от храма Спасо-Преображения и слова «пископец», то есть епископ. С древних времен село принадлежало новгородскому владыке и составляло вотчину Дома Св. Софии. Здесь располагался большой владычный загородный двор. Село являлось погостом — местным административным центром.
В 1685—1686 годах в Пискупицах стояло 47 дворов. Жители 21 двора занималась рыболовством, 14 — крестьянством, остальные относились к приказчикам, церковникам и нищим.
С глубокой древности в селе стояла церковь Спаса-Преображения. Впервые она упоминается в писцовых книгах 1497—1498 годов. Церковь была деревянной. В 1668 году (по другим сведениям в 1706 году) прихожанами и вкладчиками была построена новая деревянная церковь в колокольней. Постоянный размыв Ильменем берега побудил прихожан в 1731 году перенести церковь на новое место, вдаль от берега. Место расположения древнего села не сохранилось.
В XVIII веке село относилось к Васильевскому погосту. В 1785 году «тщанием прихожан» была построена новая каменная церковь Преображения Господня с теплым приделом Введения в храм Пресвятой Богородицы. В 1828 году возведена колокольня. Это памятник раннего классицизма. В 1875 году на шпице колокольни был установлен маяк-фонарь.
5 ноября 1934 года с колокольни храма были сняты колокола. Церковь закрыли около 1938 года. В годы немецко-фашистской оккупации службы были возобновлены. После ВОВ, несмотря на многочисленные просьбы, открыть церковь не удалось. Окончательно её закрыли в 1960 году.
Приход состоял из селений Спас-Пископец и Береговые Морины. В селе праздновали престольные праздники Преображения и Введения в храм Пресвятой Богородицы. Был заветный праздник Св. Духу — в этот день совершался крестный ход с окроплением скота святой водой. Также почитались иконы Тихвинской Божией Матери — её носили вокруг села и забирали в Береговые Морины, и св. вмч. Пантелеймона, которую носили по домам с молебном.
По данным начала XX века Село Спас-Пископец входило в состав Ракомской волости. Зимой через село проходила дорога по Ильменю из Старой Руссы через Ужин.
Известно, что несколько раз село сильно страдало от пожаров: 1875, 1920 году и во время Великой Отечественной войны.
Указом Президиума Верховного Совета РСФСР от 3 декабря 1953 года название деревни Спасе Самокражского сельсовета было изменено на Песчаное.

## Население
| 2010 |
| ---- |
| 44   |